# Anachipteria magnilamellata
Anachipteria magnilamellata är en kvalsterart som först beskrevs av Ewing 1909.  Anachipteria magnilamellata ingår i släktet Anachipteria och familjen Achipteriidae. Inga underarter finns listade i Catalogue of Life.